# Pastel Whoopie

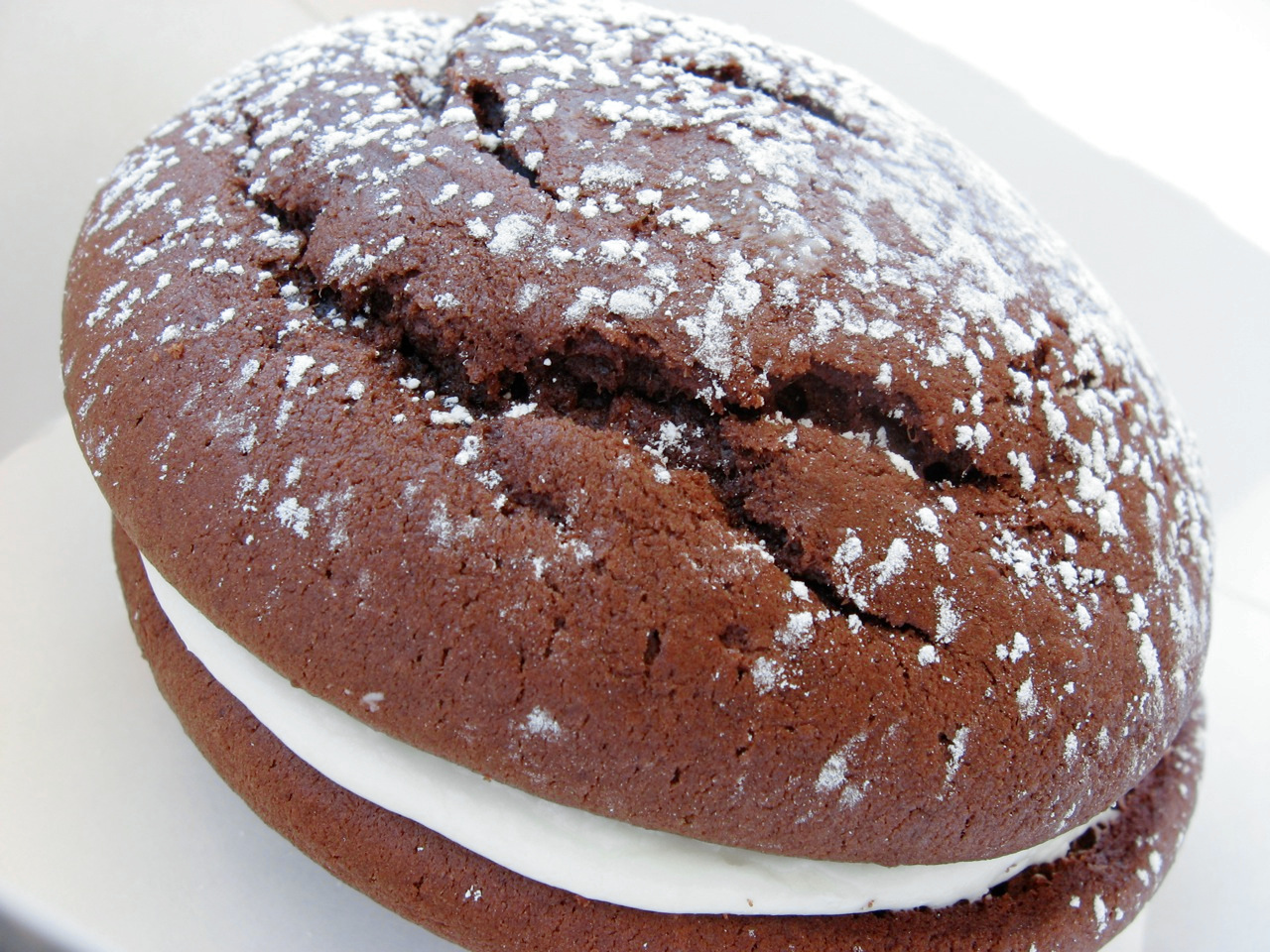
Whoopie pie

El Whoopie pie es un dulce estadounidense considerado tanto una galleta como un pastel. Se hace con dos piezas de pastel de chocolate (a veces de calabaza) con crema dulce o glaseado intercalado entre ellos.

## Historia
Aunque se los considera característicos de Nueva Inglaterra y tradicionales entre los Amish de Pensilvania, cada vez se venden más en todo Estados Unidos. De acuerdo con los historiadores gastronómicos, las mujeres Amish horneaban estos postres (conocidos entonces como hucklebucks) y los colocaban en fiambreras para los agricultores quienes, al verlos, gritaban "¡Whoopie!". Se cree que los originales pasteles Whoopie podrían estar hechos con sobras de masa de pastel.